# Eratoneura turgida
Eratoneura turgida är en insektsart som först beskrevs av Beamer 1931.  Eratoneura turgida ingår i släktet Eratoneura och familjen dvärgstritar. Inga underarter finns listade i Catalogue of Life.